# Andy Linden
Andy Linden,  ameriški dirkač Formule 1, * 5. april 1922, Brownsville, Pensilvanija, ZDA, † 10. februar, 1987, Torrance, Kalifornija, ZDA. 
Andy Linden je pokojni ameriški dirkač, ki je med letoma 1951 in 1973 sodeloval na ameriški dirki Indianapolis 500, ki je med letoma 1950 in 1960 štela tudi za prvenstvo Formule 1. Trikrat se je uvrstil med dobitnike točk, s četrtim mestom na dirki leta 1951, petim mestom leta 1957 in šestim mestom leta 1955. Umrl je leta 1987.